# نعومي بيكويذ
نعومي بيكويذ (بالإنجليزية: Naomi Beckwith)‏ هي أمينة متحف أمريكية، ولدت في 1976.